# Vzpodbuditev magnetnega polja
Vzpodbuditev magnetnega polja (angleško excitation) je pojav v elektrotehniki. Električni generatorji in električni motorji so sestavljeni iz rotorja, ki se vrti v magnetnem polju. Magnetno polje lahko zagotavlja trajni magnet ali pa se uporabi elektromagnet - električni tok, ki teče po navitju proizvaja magnetno polje. Ta proces se imenuje vzpodbujanje magnetnega polja.
Za velike generatorje je potrebno imeti izvor toka za magnetno polje, drugače je generator neuporaben. Je pa možna tudi samo-vzpodbuditev (angleško self excitation).
Vsi generatorji, razen tistih s trajnim magnetom, proizvajajo izhodno napetost, ki je proporcionalna magnetnemu polju. Če ni vzpodbujanja, ni napetosti.